# Aloe dictyodes
Aloe dictyodes é uma espécie de liliopsida do gênero Aloe, pertencente à família Asphodelaceae.